# Bistum Bubanza
Das Bistum Bubanza (lat.: Dioecesis Bubantina) ist eine in Burundi gelegene römisch-katholische Diözese mit Sitz in Bubanza. Ihr Gebiet umfasst die Provinzen Bubanza und Cibitoke.

## Geschichte
Das Bistum Bubanza wurde am 7. Juni 1980 durch Papst Johannes Paul II. mit der Apostolischen Konstitution Venerabilibus Fratribus aus Gebietsabtretungen des Bistums Bujumbura errichtet und dem Erzbistum Gitega als Suffraganbistum unterstellt. Am 25. November 2006 wurde das Bistum Bubanza dem Erzbistum Bujumbura als Suffraganbistum unterstellt.

## Bischöfe von Bubanza
- Evariste Ngoyagoye, 1980–1997, dann Bischof von Bujumbura
- Jean Ntagwarara, 1997–2023
- Emmanuel Ntakarutimana OP, seit 2025

## Pfarreien
Pfarreien bestehen in Bubanza, Butara, Cibitoke, Gihanga, Kaburantwa, Mabayi, Masango, Mukungu, Munyika, Murwi, Musigati, Muyebe, Muzinda, Gihango, Kigazi, Ngara und Rugendo.